# 機車通勤

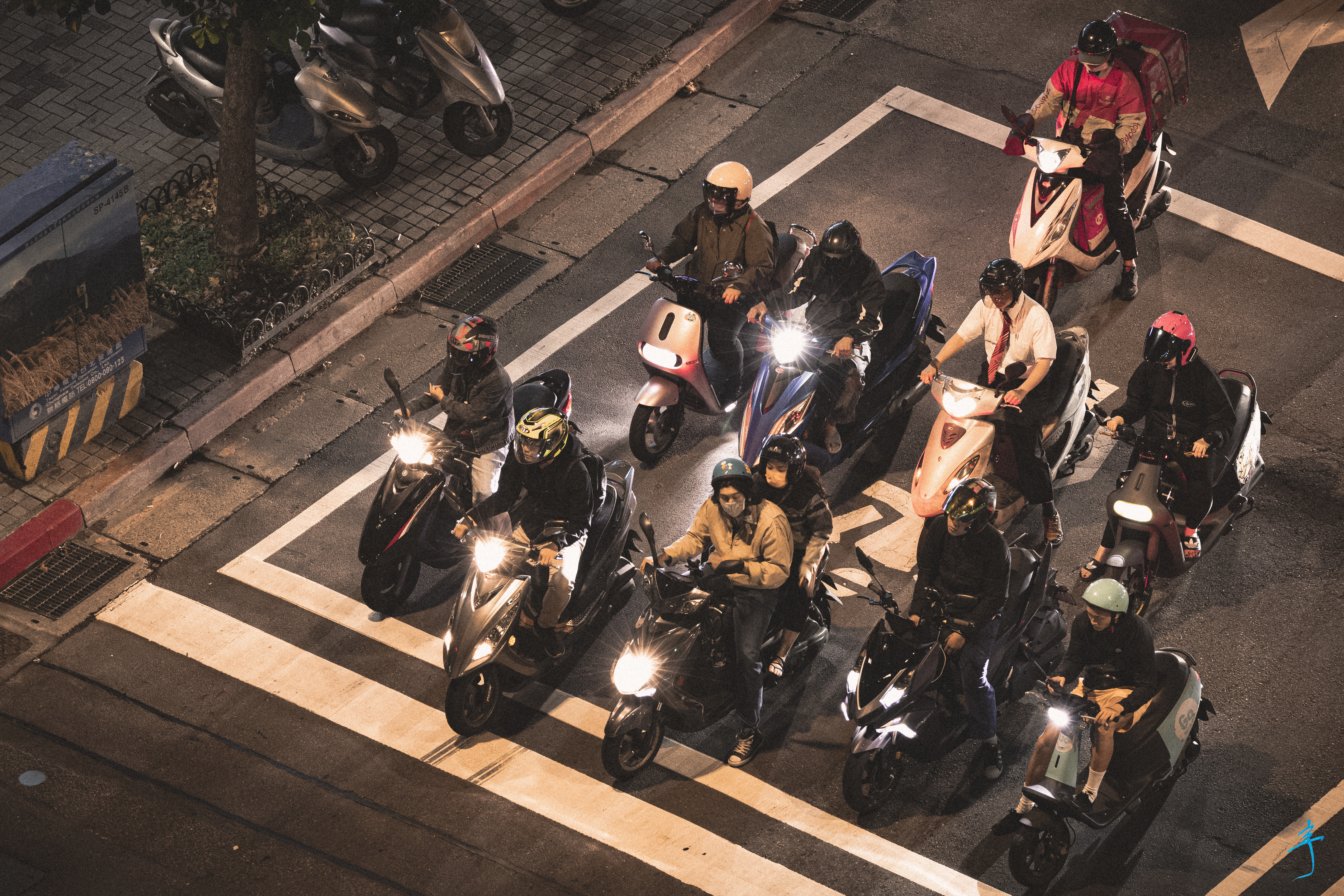
臺北市民在騎車返家。攝於2021年

機車為常見的通勤手段，其與公車、火車、汽車有替代關係。這裡的「機車」涵盖多种二輪車輛，包括速克達、袖珍摩托車、越野車和摩托車等。

## 臺灣
機車是臺灣最常見的通勤方式。依據2022年的交通部調查指出，全體民眾外出使用的主要運具中，機車使用率通常在四成以上，為臺灣民眾外出最常使用的運具。2024年，臺北市政府調查發現，在全體通勤市民中，機車所占比率為30.8%，是調查中最高的通勤工具。而桃園以南都市中，依賴燃油機車比例，佔全部私人運具的通勤者七成以上。
依據臺北市政府調查，單趟機車平均通勤費用為32.3元、時間則為24.5分鐘。臺中市政府將機車形容為「機動性高且價格較低」，並指出其為私人機動運具中獲親睞之主因。

## 英國
自1997年至2007年间，伦敦的二輪車（powered two-wheelers, PTW）數量共增加40%。2007 年，约有16,000輪二輪車開進伦敦。2007年起，伦敦威斯敏斯特市议会（Westminster Council (London)）為了增加收入，开始對摩托车徵收停車費。 而支持二輪車輛用户的團體，則試圖游说威斯敏斯特议会，不要對機車徵收停車費。

## 美國
美國有相當數量的機車通勤者。Ride To Work Inc.為鼓勵以機車通勤的全国性组织。其年度「骑车上班日」（Ride To Work day）是美國最多人參與的機車相關活动，旨在鼓勵以機車通勤、並提供有關機車騎士的相關資訊。